# Мис Тик
51°44′32″ пн. ш. 141°40′42″ сх. д. / 51.742222222222° пн. ш. 141.67833333333° сх. д.
Мис Тик (рос. мыс Тык) — мис на східному березі острова Сахаліну, виступає в Татарську протоку Японського моря. Є краєм довгої піщаної коси, що утворює південний берег затоки Тик. Територія Александровськ-Сахалінського району Сахалінської області Російської Федерації.